# Bisulfat de potasiu
Bisulfatul de potasiu (denumit și hidrogenosulfat de potasiu) este un compus anorganic cu formula chimică KHSO4. Este sarea acidă potasiului cu acidul sulfuric și este un compus alb, hidrosolubil.

## Obținere
Mai mult de 1 milion de tone de bisulfat de potasiu au fost produse în 1985, ca parte a etapei inițiale a procesului Mannheim. Etapa importantă de conversie este reacția exotermă dintre clorură de potasiu și acid sulfuric:
{\displaystyle {\ce {KCl + H2SO4 -> HCl + KHSO4}}}
Bisulfatul de potasiu este un produs secundar în procesul de obținere al acidului azotic din azotat de potasiu și acid sulfuric:
{\displaystyle {\ce {KNO3 + H2SO4 -> KHSO4 + HNO3}}}

## Proprietăți
Prin descompunerea termică a bisulfatului de potasiu se formează pirosulfatul de potasiu:
{\displaystyle {\ce {2 KHSO4 -> K2S2O7 + H2O}}}
La temperaturi mai mari de 600 °C, pirosulfatul de potasiu se transformă în sulfat de potasiu și trioxid de sulf:
{\displaystyle {\ce {K2S2O7 -> K2SO4 + SO3}}}